# 구삼육 사건
"구삼육 사건"은 1976년에 개봉한 대한민국의 영화이다.

## 캐스팅
- 박지훈
- 최민희
- 사미자
- 최성
- 이인옥
- 김민규
- 김영인
- 김기종
- 최병철
- 최무웅
- 권오상
- 박동룡
- 나갑성
- 허홍
- 조대진
- 장훈
- 최성관
- 전숙
- 박예숙
- 추석양
- 최준
- 최창호
- 박일